# Julie Bergan
Julie Bergan, född 12 april 1994 i Skien, är en norsk sångerska och låtskrivare.

## Karriär
Julie Bergan började sin karriär som 16-åring genom att släppa covers på Youtube. 2012 kom hon in på norska listorna med låten Supernova. Med låten Give a Little Something Back, som hon skrev tillsammans med Ben Adams och Sara Skjoldnes, var hon den yngsta deltagaren i Melodi Grand Prix 2013, det nationella preliminära beslutet inför Eurovision Song Contest 2013, men utan att nå semifinal i Steinkjer, och fick 2013 ett skivkontrakt med norska Warner Music. År 2015 släppte hon låten "All Hours" som hamnade på listorna i Danmark och Tyskland. Efter släppet av sin singel Arigato 2016 blev hon känd utanför sitt hemland. Låten toppade som etta på norska och femte plats på de svenska topplistorna och fick en Spellemannprisnominering för Årets låt.
Den 12 maj 2018 släppte K-391 och Alan Walker sin låt Ignite, med Bergan och Seungri som bidrog med sina röster. Hans debutalbum Different World släpptes senare med låten I Don't Wanna Go, där hon också sjunger.
År 2018 släppte hon sitt debutalbum, Turn On the Lights. Hon åkte senare på sin It's Lit-turné. Den 19 oktober 2018 släpptes singeln U got me och den 3 januari 2019 släpptes STFU. Den 15 mars 2019 dök I'll Be Fine Somehow upp tillsammans med Benjamin Ingrosso och i mars delade hon ut Spellemannprisen i Norge. I maj släpptes Don't Give Up On Me Now tillsammans med R3hab och Outlaw och sommaren 2019 gav hon sig ut på en Hard Feelings-turné, som tog henne genom Europa.
Den 3 januari 2020 släppte hon singeln Kiss Somebody med SeeB och i juli 2020, mitt under Coronapandemin, släppte Bergan sin nya singel Commando. Titeln är hennes smeknamn, som hon fick av lokalbefolkningen när hon var på semester. Musikvideon till låten syddes ihop från individuella fandansvideor. I juli kom hennes andra samarbete med SeeB med titeln Don't You Wanna Play, det tredje följde 2022 med Always Will, låten skrevs av bland andra Mimi Webb. År 2020 släppte hon sitt andra album Hard Feelings, varav delar tidigare hade släppts i två EP, Hard Feelings Ventricle 1 & 2. Albumet är endast tillgängligt digitalt. En del av detta var singeln One Touch som Bergan skrev tillsammans med Dagny.
På sommaren deltog hon i Norwegian Haik Show, där artister presenteras och sedan ger en konsert. I november 2021 släppte David Guetta låten Family, som var tänkt att visa sammanhållningen i musikbranschen under Corona-perioden. Olika sångare från hela världen tog över sångdelen och Julie Bergan sjöng den skandinaviska versionen.
I början av 2022 öppnade hon och vänner gymmet Crewtrening i Oslo, där hon tränar och även håller kurser. På Spellemannprisen 2022 gjorde hon sitt förhållande till Yunus Daar offentligt. De två har känt varandra sedan länge.
I höstas ville Alan Walker släppa låten Ritual med Julie Bergan, som hon också var med och skrev, men en dispyt uppstod. Walker ville inte dela rättigheterna till låten med henne, så låten släpptes med olika texter och sångare. Hon är fortfarande med i musikvideon.
Den 17 mars 2023 släpptes hennes första nya singel, Diamonds, efter nästan 2 år på hennes eget bolag. Bergan hade startat sitt eget skivbolag Karate Records och delat från Warner music. Till hennes födelsedag den 12 april släpptes musikvideon till Diamonds.
Den 16 juni 2023 uppträdde hon för sjunde gången på den årliga liveshowen VG-Lista Topp 40 på Rådhustorget i Oslo. Där framförde hon sin senaste låt Waste A Tear, som hade släppts tre veckor tidigare. Danskoreografin skapades av Mona Berntsen, som tidigare arbetat med bland andra Justin Bieber och Alicia Keys.